# Liste der Biografien/Asn
Liste der Biografien |
Portal Biografien |
Personensuche
# |
A |
B |
C |
D |
E |
F |
G |
H |
I |
J |
K |
L |
M |
N |
O |
P |
Q |
R |
S |
T |
U |
V |
W |
X |
Y |
Z |
?
 
Aa |
Ab |
Ac |
Ad |
Ae |
Af |
Ag |
Ah |
Ai |
Aj |
Ak |
Al |
Am |
An |
Ao |
Ap |
Aq |
Ar |
As |
At |
Au |
Av |
Aw |
Ax |
Ay |
Az
 
Asa |
Asb |
Asc |
Asd |
Ase |
Asf |
Asg |
Ash |
Asi |
Asj |
Ask |
Asl |
Asm |
Asn |
Aso |
Asp |
Asq |
Asr |
Ass |
Ast |
Asu |
Asv |
Asw |
Asy |
Asz
Die Liste der Biografien führt alle Personen auf, die in der deutschsprachigen Wikipedia einen Artikel haben. Dieses ist eine Teilliste mit 8 Einträgen von Personen, deren Namen mit den Buchstaben „Asn“ beginnt.

## Asn

### Asna
- Asnawurjan, Karina Borissowna (* 1974), russische Degenfechterin und Olympiasiegerin
- Aşnaz, Kaan (* 1995), türkischer Fußballspieler

### Asne
- Asner, Ed (1929–2021), US-amerikanischer Schauspieler, Filmproduzent, Synchronsprecher und MenschenrechtsaktivistEd Asner (1929–2021)

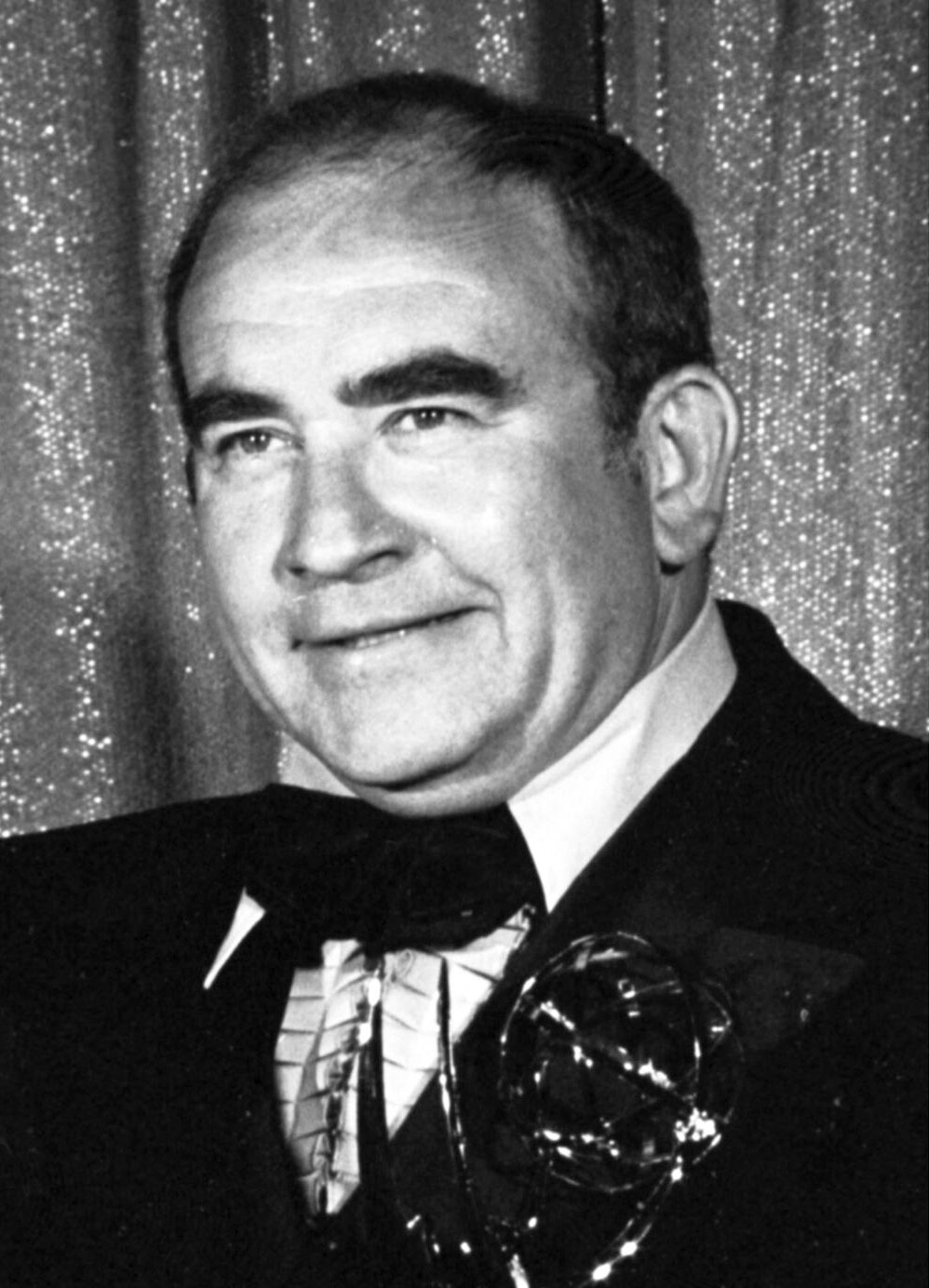
Ed Asner (1929–2021)

- Asner, Hans-Dieter (* 1931), deutscher Schauspieler
- Asner, Kate (* 1966), US-amerikanische Schauspielerin
- Ašner, Milivoj (1913–2011), kroatisch-jugoslawisch-österreichischer Polizeichef des Ustascha-Regimes

### Asni
- Asnicar, Brenda (* 1991), argentinische Schauspielerin, Sängerin und Tänzerin

### Asny
- Asnyk, Adam (1838–1897), polnischer Lyriker und Dramatiker des Positivismus